# Politehnica (stație de metrou)
Politehnica este o stație de metrou din București. Poartă numele Universității Politehnica din București, lângă care se află. În apropiere se mai află centrul de confecții numit în trecut Apaca, Piața Leul și centrul comercial AFI Palace Cotroceni.
De asemenea aceasta este considerată unică în lume datorită calcarului fosilifer care formează dalele podelei peronului acesteia. Calcar ce a fost extras dintr-un recif de rudiști fosili de vârstă cretacic târzie extras din Munții Apuseni.